# Олена Кукла
Оленка Кукла — українська військова, головний сержант, ветеран, волонтер. Учасник російсько-української війни.

## Із життєпису
До війни працювала в банку в рідному місті Богуслав на Київщині.
Коли ворог напав на Україну, її рідний брат Сергій та чоловік записалися до добровольчого батальйону УНСО, який перетворився згодом у
131-й окремий розвідувальний батальйон (Україна). Для допомоги воякам Олена разом із земляками заснували благодійний волонтерський фонд «Надія».
У 2016 році почала служити у 81-ша окрема аеромобільна бригада (Україна). У 2017 році після смерті чоловіка, який служив у тому ж підрозділі, перейшла на службу у 131-й окремий розвідувальний батальйон (Україна). У тому ж підрозділі трохи згодом почав службу її син народний Герой України Шинкаренко Ярослав Сергійович.
8 вересня 2021 року на Луганщині під час мінометного обстрілу отримала поранення.
Демобілізувалась із армії 23 лютого 2022 року. Із початком Великого вторгнення займалась волонтерством. Після загибелі сина створила на честь сина благодійний фонд імені Народного героя Ярослава Шинкаренка За час повномасштабної фази війни наш фонд передав на передову понад 30 автомобілів. Крім того, Фонд регулярно закуповує квадрокоптери, тепловізори, засоби захисту (бронежилети й каски) та інше спорядження.
Учасниця Антитерористичної операції на сході України та Операції об'єднаних сил на території Луганської та Донецької областей від 2016 року.

## Нагороди
- Почесний нагрудний знак Генерального Штабу - Головнокомандувача ЗСУ «За взірцевість у військовій службі» III ст. - 22 березня 2018 року
- Нагрудний знак Командувача військ звʼязку та кібербезпеки ЗСУ - 02 грудня 2020 року
- Відзнака начальника управління розвідки штабу Оперативного Командування «Південь» - 14 березня 2019 року
- Медаль «Операція Обʼєднаних Сил. За звитягу та вірність» 16 червня 2020 року
- Відзнака 131 окремого розвідувального батальйону «Хрест розвідника» 06 грудня 2019 року
- Відзнака Командувача оперативного угрупування військ «Херсон» 02 серпня 2023 року
- Нагрудний знак «За взірцевість у військовій службі» від 10 листопада 2022 року
- Орден святої рівноапостольної княгині Ольги (ПЦУ)